# The Rounder Girls
The Rounder Girls — австрийское соул-трио, представители Австрии на конкурсе песни Евровидение-2000.

## История
В состав группы вошли три вокалистки: Тини Кайнрат, Ким Купер и Линн Киран. Линн, получившая классическое певческое образование, приехала из Лондона. Её широкий диапазон музыкальных интересов охватывает жанры от оперы до музыки соул. Ким из Нью-Йорка, она плодовитый автор песен и, кроме того, преподаёт африканский танец. Тини родом из Вены, она является весьма востребованным студийным исполнителем; её можно также увидеть в различных телевизионных работах.
В 2000 году The Rounder Girls с песней «All to You» заняли 14-е место на «Евровидении».
Трио продолжило записываться и гастролировать, и в 2009 году был объявлен тур с группой Global.Kryner, участницей «Евровидения-2005» от Австрии.
9 декабря 2013 года  участница группы  Линн Киран скончалась в возрасте 53 лет.

## Дискография
- The Rounder Girls Live (1996)
- Ain’t No Mountain High Enough (1998)
- Songs from the Film and Others (1999)
- All to You (2000)
- La dolce vita (2001)
- Unwrapped Around Christmas (2002)
- Love the Skin You’re In (2005)
- Global Kryner versus the Rounder Girls (2009)